# Amphistichus
Genre
Amphistichus est un genre de poissons de la famille des Embiotocidae.

## Liste des espèces
Selon FishBase (8 fev. 2016) et World Register of Marine Species (8 fev. 2016) :
- Amphistichus argenteus Agassiz, 1854
- Amphistichus koelzi (Hubbs, 1933)
- Amphistichus rhodoterus (Agassiz, 1854)